# Уррака (королева Португалии)
Уррака Кастильская (исп. Urraca de Borgoña, порт. Urraca de Castela, 1186 или 1187 — 3 ноября 1220, Коимбра) — королева Португалии.

## Биография
Уррака была пятым ребёнком кастильского короля Альфонсо Благородного и его жены Элеоноры Английской. Её сёстрами были королева Беренгария и Бланка Кастильская, а братом — Энрике I.
Дата рождения Урраки неизвестна, впервые она упоминается в дарственной Альфонсо бургосскому монастырю Санта Мария де лас Уэльгас от 28 мая 1187 г.
По легенде, инфанту хотели выдать замуж за Людовика VIII, но Элеоноре Аквитанской не понравилось имя принцессы (Уррака по-испански — «сорока»), и в 1206 г. девушка вышла за португальского принца Афонсу, в 1212 вступившего на престол. Управляла сеньориями Торреш-Ведраш, Обидуш и Лафойнш.
Умерла в 1220 г. в Коимбре, похоронена в монастыре Алкобаса.

## Дети
- Саншу II (1207—1248) — король Португалии.
- Афонсу III (1210—1279) — король Португалии.
- Элеонора (1211—1231) — замужем за Вальдемаром, принцем Датским.
- Фернандо (1217—1246) — сеньор Серпы.
- Висенте (1219) — умер новорождённым.